# Gran Turismo
Pour les articles homonymes, voir Gran Turismo (homonymie).
Gran Turismo est une série de jeux vidéo de course automobile conçue par le studio japonais Polyphony Digital, dirigée par Kazunori Yamauchi et produite par Sony Computer Entertainment sur les consoles de la gamme PlayStation. Débutée en 1997, la série comprend huit épisodes principaux et cinq déclinaisons. Réputée pour le réalisme visuel et la profondeur des sensations de pilotage, c'est l'une des séries de jeux vidéo les plus vendues avec plus de 80 millions d'exemplaires vendus en mai 2018.

## Chronologie
La série comprend huit volets principaux et cinq volets secondaires.

### Épisodes principaux
- Gran Turismo (1997)
- Gran Turismo 2 (1999)
- Gran Turismo 3: A-Spec (2001)
- Gran Turismo 4 (2004)
- Gran Turismo 5 (2010)
- Gran Turismo 6 (2013)
- Gran Turismo Sport (2017)
- Gran Turismo 7 (2022)

### Épisodes secondaires
- Gran Turismo Concept (2002)
- Gran Turismo 4 Prologue (2003)
- Gran Turismo HD (2006) (version demo de Gran Turismo 5)
- Gran Turismo 5 Prologue (2007)
- Gran Turismo PSP (2009)
- My First Gran Turismo (2024)

## Système  de jeu commun
Deux vues au minimum sont sélectionnables par le joueur, la première est la vision subjective, qui ne montre que le minimum du tableau de bord (compteur de vitesse, nombre de tours restants, etc.), la deuxième est une vision objective où la voiture est vue de derrière. Il existe dans certains épisodes, des vues intermédiaires, et depuis Gran Turismo 5 Prologue, une vue "cockpit" est également disponible. Lorsqu'un joueur recommence un circuit seul (sans opposants), il peut voir sa voiture fantôme.
En début de partie, le joueur doit traditionnellement passer un permis de conduire pour débloquer des compétitions. Il dirige des voitures prêtées pour l'occasion et doit parcourir des portions de circuits ou des circuits complets dans un temps limité. Le premier permis et une somme modique en poche, il peut acheter une voiture peu puissante et participer à des championnats où il gagne de l'argent s'il parvient dans les premières places. Cet argent permet d'améliorer la voiture et d'en acheter de nouvelles. Par la suite, il peut passer d'autres permis plus difficiles et accéder à des niveaux de compétition plus relevés.
Dans certains épisodes dérivés, comme les Concept et Prologue, les championnats ne sont pas présents et l'on ne peut pas acheter de véhicules, il faut simplement les gagner en remportant des permis.
Ces jeux de course proposent des circuits fidèles à la réalité. La jouabilité et les modèles physiques des voitures sont eux aussi très réalistes[réf. nécessaire]. Un point sur lequel les Gran Turismo ne sont pas cohérents, est l'invulnérabilité des voitures. Certains constructeurs qui prêtent leur image, comme Mitsubishi ou Audi, sont opposés ou réticents à voir leurs véhicules détruits dans le jeu. Heureusement, le 5e épisode réparera ce défaut. La société TAG Heuer apporte son expertise pour le chronométrage.

## Adaptation au cinéma
La licence connaît une adaptation au cinéma avec le film Gran Turismo, sorti en France le 9 août 2023. Il est inspiré de l'histoire de Jann Mardenborough, un fan de course automobile qui de par ses aptitudes sur le jeu est parvenu a intégrer l'écurie Nissan pour concourir à diverses compétitions de haut niveau, dont les 24 heures du Mans.